# Villalba
Villalba là một đô thị ở tỉnh Caltanissetta ở vùng Sicilia, có vị trí cách khoảng 70 km về phía đông nam của Palermo và khoảng 30 km northvề phía tây của Caltanissetta. Tại thời điểm ngày 31 tháng 12 năm 2004, đô thị này có dân số 1.852 người và diện tích là 41,5 km².
Villalba giáp các đô thị: Cammarata, Castellana Sicula, Marianopoli, Mussomeli, Petralia Sottana, Polizzi Generosa, Vallelunga Pratameno.